# Кесарєв Володимир Петрович
Володи́мир Петро́вич Ке́сарєв (рос. Владимир Петрович Кесарев, нар. 26 лютого 1930, Москва, СРСР — 19 січня 2015, Москва, Росія) — радянський футболіст, що грав на позиції захисника. По завершенні ігрової кар'єри — футбольний тренер.
Всю ігрову кар'єру провів у московському «Динамо», грав за національну збірну СРСР. Триразовий чемпіон СРСР. У складі збірної — чемпіон Європи.

## Клубна кар'єра
У великому футболі дебютував лише у 25-річному віці, до цього грав за заводські команди Москви.
1956 року почав грати за команду клубу «Динамо» (Москва), кольори якої і захищав протягом усієї своєї кар'єри гравця, що тривала десять років. Більшість часу, проведеного у складі московського «Динамо», був основним гравцем захисту команди. За цей час тричі виборював титул чемпіона СРСР.

## Виступи за збірну
1957 року дебютував в офіційних матчах у складі національної збірної СРСР. Протягом кар'єри у національній команді, яка тривала 7 років, провів у формі головної команди країни лише 14 матчів.
У складі збірної був учасником чемпіонату світу 1958 року у Швеції, а також чемпіонату Європи 1960 року у Франції, здобувши того року титул континентального чемпіона.

## Кар'єра тренера
Розпочав тренерську кар'єру невдовзі по завершенні кар'єри гравця, 1967 року, увійшовши до тренерського штабу московського «Динамо», в якій пропрацював з молодіжними командами до 1980 року.
Згодом працював старшим тренером у низці нижчолігових команд у структурі радянського спортивного товариства «Динамо», тренував «динамівські» команди з Вологди, Кашири, Махачкали та Якутська, останню Володимир Кесарєв очолював як головний тренер до 1991 року. Відтоді перейшов на адміністративну роботу все в тому ж спортивному товаристві.

## Титули і досягнення
- Чемпіон СРСР (3):

«Динамо» (Москва): 1957, 1959, 1963
- Чемпіон Європи (1): 1960